# Nizza Monferrato
Pour les articles homonymes, voir Nice (homonymie) et Nizza.
Nizza Monferrato (également appelée Nizza della Paglia (Nissa dla Paja) et en français : Nice de Montferrat ou simplement Nice) est une commune italienne de la province d'Asti, dans la région Piémont.

## Histoire
En 1613, lors de la guerre de succession de Montferrat, les troupes savoyardes assiègent la ville.

## Administration
| Période                                  | Période | Identité | Étiquette | Qualité |
| ---------------------------------------- | ------- | -------- | --------- | ------- |
|                                          |         |          |           |         |
| Les données manquantes sont à compléter. |         |          |           |         |

### Communes limitrophes
Calamandrana, Castel Boglione, Castelnuovo Belbo, Castelnuovo Calcea, Fontanile, Incisa Scapaccino, Mombaruzzo, San Marzano Oliveto, Vaglio Serra, Vinchio